# S.T.A.L.K.E.R. 2: Heart of Chornobyl
S.T.A.L.K.E.R. 2: Heart of Chornobyl je akční počítačová střílečka z pohledu první osoby postapokalyptického žánru od ukrajinského studia GSC Game World, která vyšla 20. listopadu 2024 na Windows a Xbox Series X/S. Vývoj hry byl původně oznámen 13. srpna 2010 pro PC a sedmou generaci konzolí a vydání bylo plánováno na rok 2012, avšak 9. prosince 2011 byla práce na projektu zastavena a zároveň byl rozpuštěn tým, který na vývoji hry pracoval. K obnovení vývoje došlo 15. května 2018. Dne 13. června 2021 vývojáři zveřejnili plný název hry a také datum vydání, 28. duben 2022. Dne 12. ledna 2022 vývojáři oznámili, že datum vydání je přesunuto na 8. prosince 2022. Poté bylo vydání hry ještě několikrát odloženo.
GSC Game World v březnu 2022 oznámilo, že vývoj hry bude přesunut do Česka, konkrétně do Prahy. Vývoj byl přesunut z důvodu ruské invaze na Ukrajinu. Herní studio proto vyhledalo bezpečné prostředí pro dokončení hry v Česku.

## Vývoj

### Celková informace
S.T.A.L.K.E.R. 2 vyvíjela ukrajinská společnost GSC Game World. Zpočátku byla práce na hře ve společnosti zahájena 1. prosince 2009, krátce po vydání stand alone sequelu (tzn. není zapotřebí původní hra) s názvem S.T.A.L.K.E.R.: Call of Pripyat. Kromě běžné verze pro osobní počítače bylo vydání hry také plánováno pro herní konzole Xbox 360 a PlayStation 3. Ačkoli vývojáři uváděli, že hra bude postavena na zcela novém enginu „vytvořeném na zelené louce“, ve skutečnosti využívali svůj originální engine X-Ray, který aktualizovali na verzi 2.0 a dokončovali s přihlédnutím ke všem multiplatformním požadavkům. Oficiálně byl vývoj hry oznámen 13. srpna 2010 a její vydání bylo v plánu po roce 2012, ale práce na projektu byla zmrazena po rozpuštění týmu vývojářů kolem Sergeje Grigoroviče ve společnosti GSC Game World v prosinci 2011. Více než 6 let byl vývoj hry zastaven, avšak v polovině května 2018 bylo oznámeno, že vývoj byl obnoven.

### Průběh vývoje

#### Prvotní informace
Dne 7. dubna 2009 noviny „Komsomolská pravda na Ukrajině“ (rus. Комсомольская правда в Украине) provedla online konferenci s generálním ředitelem společnosti GSC Game World Sergejem Grigorovičem, kde kromě ohlášení stand alone sequelu „Call of Pripyat“ k původní hře poprvé oficiálně oznámila plány na vydání plnohodnotné druhé část, která má být pokračováním série S.T.A.L.K.E.R.
V rozhovoru únorového čísla časopisu Gameplay za rok 2010 Sergej Grigorovič potvrdil informaci týkající se plánů na vývoj plnohodnotného pokračování série S.T.A.L.K.E.R. a zároveň dodal, že druhá část bude multiplatformním projektem, který bude vydán pro herní konzole a stejně jako S.T.A.L.K.E.R.: Shadow of Chernobyl bude trilogií se dvěma dodatky.

#### Oznámení
Dne 13. srpna 2010 společnost SGC Game World oficiálně oznámila S.T.A.L.K.E.R. 2, který má být pokračováním herní série o postapokalyptické Černobylské zóně, jehož vydání bylo naplánováno na rok 2012. Vývojáři dodali, že hra bude fungovat na novém multiplatformním enginu vyvinutém uvnitř studia, protože podle Olega Javorského je X-Ray již „zastaralý“ a má skoro 10 let.
„Poté, co oficiální prodej série po celém světě překročil hranici 4 miliony, byli jsme konečně přesvědčeni o potřebě vytvoření další velké hry ve světě S.T.A.L.K.E.R. Toto bude pokračování mega-populární hry, kterou od nás hráči očekávají.“ — Sergej Grigorovič  

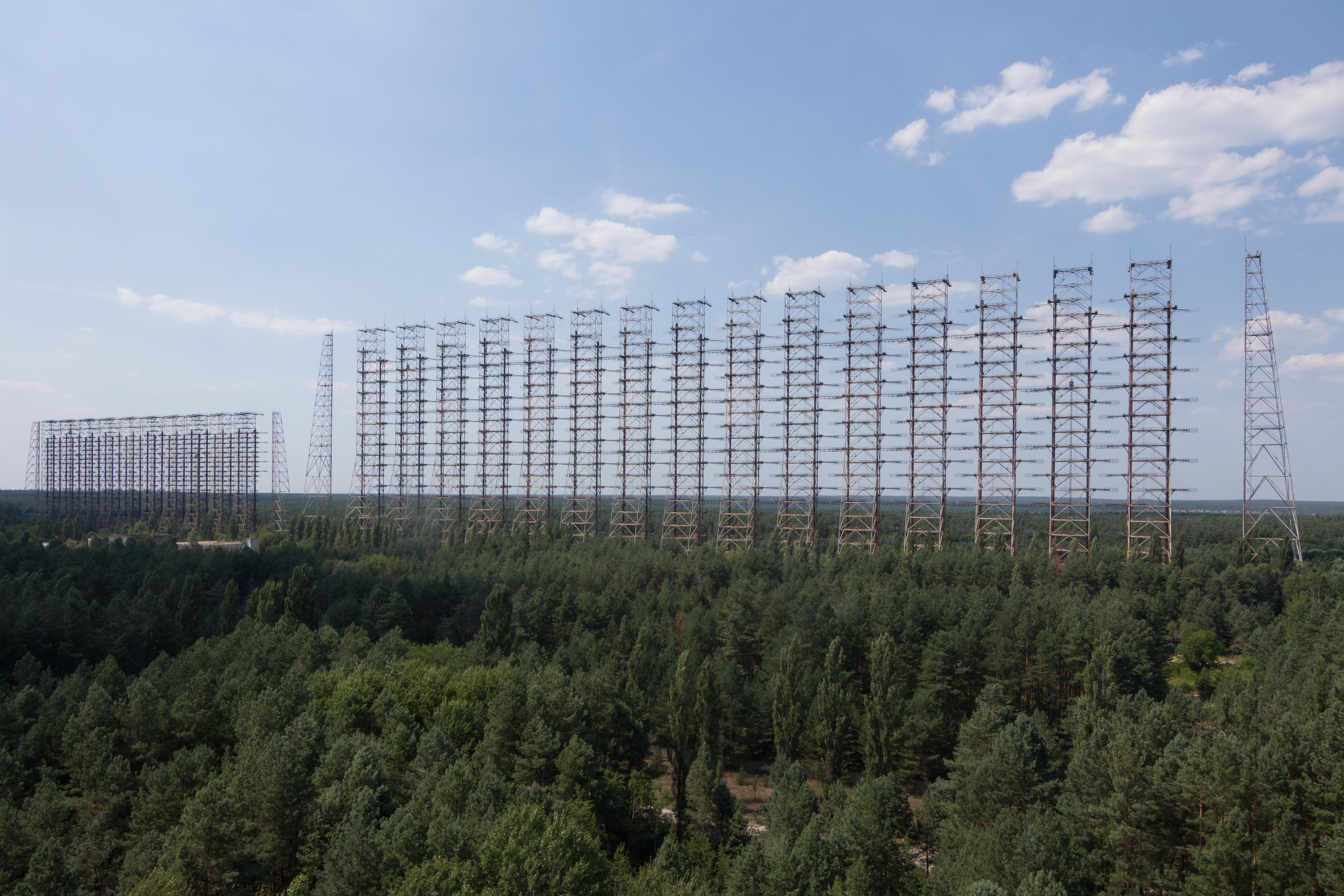
Objekt Černobyl 2, který byl plánován jako jedna z herních lokací

Dne 7. prosince 2010 Oleg Javorskij v rozhovoru pro web GSC-Fan.com uvedl, že děj hry bude zasazen do roku 2015. Později v lednu 2011 spolu s dalšími vývojáři odpovídali na otázky příznivců na oficiální facebookové stránce. Z jejich odpovědí bylo zřejmé, že se ve hře objeví jaderná elektrárna v Černobylu, město Černobyl a také objekt Černobyl 2 s radarovou anténou typu Duga. Kromě toho vývojáři ujišťovali hráče na PC, že verze pro osobní počítače kvůli přechodu projektu na multiplatformní platformu „neutrpí újmu“ a bude mít podporu pro DirectX 11.
V červenci 2011 Sergej Grigorovič uspořádal několik online konferencí s novinami „Argumenty a fakta na Ukrajině“ a „Komsomolská pravda na Ukrajině“, ve kterých prozradil blíže neurčené informace o hře. Podle generálního ředitele společnosti GSC jeho společnost licencovala fyzický engine Havok, který bude využit v projektu, a sama hra bude mít DRM ochranu vyžadující připojení k internetu při spuštění hry. Hlavním hrdinou nově plánovaného dílu měl být stalker přezdívaný Strelok, jehož děj měl být propojen s předchozími hrami série, a na rozdíl od předchozích her, S.T.A.L.K.E.R. 2 má velký „celistvý svět“, který není rozdělen na lokace. Grigorovič dodal, že podle jeho odhadů je hra v polovině roku 2011 připravena na 50% a kampaň před samotným vydáním bude velmi krátká, bez otevřeného beta testu a bude zahájena těsně před vydáním. Možnost multiplayeru a vydání na PlayStation 3 zůstávají otázkou.
Na začátku října 2011 Sergej Grigorovič potvrdil pro weby „Kotaku“ a „Rock, Paper, Shotgun“ záměr použít ochranu DRM v příští hře vzhledem k vysoké úrovni komerčního pirátství v zemích bývalého Sovětského svazu.
Dne 23. listopadu 2011 na oficiálním youtubovém kanále série S.T.A.L.K.E.R. vyšla videozpráva Alexeje Syťanova, vedoucího herního designéra a scenáristy projektu, který pracoval se hrou S.T.A.L.K.E.R. od roku 2002 do roku 2007, ve které oznámil svůj návrat do GSC, aby mohl pracovat na pokračování a poznamenal, že jejich tým potřebuje a hledá nové talenty a zkušené specialisty.

#### Ukončení vývoje
Dne 9. prosince 2011 generální ředitel GSC Game World Sergej Grigorovič z osobních a finančních důvodů rozpustil tým vývojářů S.T.A.L.K.E.R. 2 a pozastavil činnost společnosti. Následně se objevovaly různé informace o zavření studia a ukončení všech prací na projektu.  Dlouhou dobu zůstávala situace nejasná kvůli nedostatku komentářů Sergeje Grigoroviče a brzy na internet z portfolia vývojářů začaly unikat koncepty, screenshoty a animace anomálií. Na počátku jara 2012 Alexej Sytjanov v rozhovoru s časopisem „Шпиль!“ řekl, že vývoj hry byl zastaven, a také popřel dohady, že bývalý vývojový tým hledá investory pro další rozvoj S.T.A.L.K.E.R. 2..
Dne 25. dubna 2012 většina bývalých zaměstnanců oznámila vytvoření nového studia Vostok Games a začátek vývoje vlastní free to play MMOFPS hry pod názvem Survarium. Ve videodenících potvrdili ukončení vývoje S.T.A.L.K.E.R. 2 v prosinci 2011.
Kromě toho se na koncem jara a začátkem léta objevily zvěsti o převodu práv značky S.T.A.L.K.E.R. na amerického vydavatele Bethesda Softworks. Sergej Grigorovič však situaci nekomentoval a ředitel pro styk s veřejností společnosti Bethesda řekl, že nebudou komentovat zvěsti nebo spekulace. Dne 12. prosince 2012 německá společnost bitComposer Interactive oznámila získání práv na vytvoření hry založených na značce S.T.A.L.K.E.R., zatímco předchozím majitelem byl označen Boris Strugackij. Následně se na oficiálních stránkách GSC Game World objevilo oznámení, ve kterém bylo uvedeno, že majitelem franšízy zůstává GSC a Sergej Grigorovič.
Koncem roku 2014 GSC Game World obnovila činnost a ohlásila vývoj nového projektu, kterým se později stala hra Cossacks 3. Ředitel pro styk s veřejností společnosti Valentin Jeltyšev v rozhovoru pro GamesIndustry.biz řekl, že po rozpuštění starého týmu zůstaly všechny materiály (bylo vytvořeni několik lokací, herních úrovní a postav) a nová verze enginu, připravená na 70-80 %, v rukách GSC Game World.

#### Obnovení vývoje
Dne 16. května 2018 v 00:00 moskevského času (15. května, 21:00 UTC) generální ředitel GSC Game World Sergej Grigorovič na své facebookové stránce oznámil obnovení vývoje hry. Mimo to se informace o obnovení vývoje hry objevila i na oficiálních stránkách společnosti GSC Game World a byly obnoveny oficiální stránky S.T.A.L.K.E.R. 2, na kterých byla zobrazena čísla „2.0.2.1.“, jež novináři považovali za rok vydání.
V červnu 2018 redaktor časopisu Igromanija (Игромания) Alexej Šuňkov přešel do společnosti GSC Game World, aby se mohl podílet na vývoji S.T.A.L.K.E.R. 2. V prosinci se zástupci GSC zúčastnili B2B konference Games Gathering 2018 v Kyjevě, kde správce komunity Taras Kukurjan potvrdil obnovení vývoje hry. Dne 6. února GSC na svých stránkách v sociálních sítích prozradila, že pod čísly „2.0.2.1.“ se skrývá kód „35“, který je součástí ARG.
Dne 28. března 2019 došlo k obnovení webové stránky S.T.A.L.K.E.R. 2. Místo nápisu „S.T.A.L.K.E.R. 2“ a kódu „2.0.2.1.“ se na stránkách objevil oficiální herní plakát, logo a hudební kompozice spolu s odkazy na sociální sítě a předchozí části franšízy.
Dne 2. ledna 2020 vývojáři potvrdili, že hra pojede na Unreal Engine.
Vývojáři odtajnili, že ve hře nebude režim battle royale. Hra bude stejně jako v případě předchozích dílů série podporovat uživatelské módy.
Dne 23. března byl na oficiálním Twitteru zveřejněn první screenshot ze hry a také vzkaz hráčům od vývojářů.
V polovině července bylo oznámeno, že do společnosti GSC Game World se vrátil Dmitrij Jasenev jako hlavní programátor; právě on se účastnil vývoje originální trilogie a také byl jedním z autorů „simulace života“ A-Life.
Dne 23. července byl v rámci Xbox Games Snowcase předveden první trailer ke hře. Hra bude exkluzivním produktem společnosti Microsoft a na začátku bude dostupná jen na PC a Xbox Series X.
Dne 30. prosince IGN vydalo první oficiální teaser ke hře, který byl realizován na Unreal Engine 4 a ukazuje herní proces. V popisu videa bylo vedeno jméno protagonisty dané hry, Skifa. Teaser ukázal jako atributy „rychlou změnu lokací“, „zlověstnou krajinu“, „neutuchající pocit nebezpečí v doprovodu kytary“.
Dne 26. března 2021 tvůrci uveřejnili modely zbraní, brnění a tváří postav, které byly přepracovány s ohledem na nový engine. Zachar Bočarov, PR manažer společnosti GSC Game World, uvedl, že ve hře bude více než 30 druhů zbraní, které bude možné upravovat. Vývojáři také disponují konstruktérem, který dokáže vytvořit jedinečný vnější vzhled postav, zejména lze flexibilně nastavit zuby u postav tak, aby „každá postava v Zóně měla jedinečný úsměv“. Podle Bočarova se do konce roku budou objevovat nová videa týkající se hry. 
Dne 13. června 2021 na veletrhu Electronic Entertainment Expo vývojáři představili oficiální gameplay trailer. Zároveň byl zveřejněn celý název hry – „S.T.A.L.K.E.R. 2: Heart of Chernobyl“ (rusky S.T.A.L.K.E.R. 2: Сердце Чернобыля) a také plánované datum vydání – 28. duben 2022.
Dne 3. března 2022 vývojáři vzhledem k situaci na Ukrajině oznámili, že vývoj hry je na určitou dobu pozastaven.
Na jaře 2023 se na internetu objevily materiály související s vývojem hry a na konci května 2023 i hratelný fragment ze hry. Dne 24. srpna 2023 představili na výstavě Xbox Gamescom 2023 nový herní trailer nazvaný Bolts & Bullets. Vývojáři také potvrdili, že vydání hry znovu odkládají – tentokrát na první kvartál roku 2024.
Dne 16. ledna 2024 vývojáři oznámili, že datum vydání bylo znovu přesunuto na 5. září 2024. Dne 25. července 2024 vývojáři prohlásili, že vydání hry je znovu přesunuto, a to na 20. listopadu 2024, což podle GSC Game World souvisí s tím, že vývojáři chtějí ještě věnovat opravám chyb ve hře. S.T.A.L.K.E.R. 2: Heart of Chornobyl nakonec vyšel 20. listopadu 2024.

## Podpora po vydání
Ihned po vydání se hráči setkali s technickými problémy a nesprávným fungováním systému A-Life 2.0. Vývojáři problémy odůvodnili tím, že takto rozsáhlou hru vydali vůbec poprvé a slíbili, že si vyslechnou zpětnou vazbu a vydají aktualizace, které opraví některé bugy a pády a také vyvážení hry. Společnost plánuje, že zapracuje na systému A-Life a mrtvých zónách na joysticích. Dne 29. listopadu 2024 se objevila první rozsáhlá oprava pro Windows a hned následující den byla vydána druhá aktualizace, která eliminovala další problémy při průchodu hrou. Dne 3. prosince 2024 byla vydána třetí aktualizace, která opravila řadu chyb a pádů. Dne 19. prosince 2024 byla vydána čtvrtá aktualizace, která přinesla především změny v systému A-Life 2.0 a také opravila více než 1 800 bugů a pádů. Sergej Grigorovič oznámil podporu pro verze na PC a Xbox Series X/SW a zároveň odmítl komentovat podporu pro PlayStation 5 Pro.

## Kontroverze

### Slovo „Chernobyl“
V polovině června 2021, po vydání oficiálního traileru, se na vývojáře strhla vlna kritiky za používání ruského jazyka a ruského názvu hry. Podle ukrajinských fanoušků se Černobyl píše správně ukrajinsky „Chornobyl“. Kontroverzní téma je součástí dlouhodobých sporů mezi Ruskem a Ukrajinou.

### NFT
Dne 15. prosince 2021 Studio GSC Game World prohlásilo, že hra bude využívat NFT. Prostřednictvím tokenu bude mít výherce šanci být oskenován ve studiu a následně přidán do hry jako NPC. Vývojáři takové avatary pojmenovali metalidmi a dodali, že díky tomuto řešení bude mít každý z nás šanci vlastnit malý kousek ze S.T.A.L.K.E.R. 2. Aukce se měla konat v lednu 2022. Vývojáři plánovali využít i další elementy NFT u S.T.A.L.K.E.R. 2 bez uvedení dalších podrobností. V tiskové zprávě vývojáři ujišťovali, že NFT neovlivní hratelnost a neposkytne vlastníkům jakékoli zvýhodnění.
Dne 17. prosince 2021 nakonec vývojáři rozhodli o tom, že NFT v titulu nebude. Důvodem tohoto rozhodnutí byla velká vlna kritiky ze strany hráčů. Na oficiálním Twitteru vývojáři zveřejnili následující prohlášení: „Na základě reakcí, které jsme od vás obdrželi, jsme se rozhodli zrušit všechny NFT aktivity ve spojitosti se hrou S.T.A.L.K.E.R. 2. Zájem našich fanoušků a hráčů je pro nás prioritou.“

### Zákaz prodeje na území Ruska
Od 8. března 2022 není možné koupit titul na území Ruské federace.